# 동경 46도
동경 46도 (東經46度)는 본초 자오선에서 동쪽으로 45도 떨어진 경선이다. 이 선은 북극점에서 시작해 북극을 경유하고 북극해, 유럽, 아시아, 아프리카, 인도양, 남극해를 지나 남극에 위치한 남극점까지 이어진다.
동경 46도는 서경 134도와 이어져 지구 반 바퀴를 이룬다.
북극점에서 남극점까지 동경 46도선은 다음 지역을 지나간다.
| 좌표                                                  | 나라, 지역, 해역 | 주석                                                            |
| ----------------------------------------------------- | ---------------- | --------------------------------------------------------------- |
| 북위 90° 0′ 동경 46° 0′  / 북위 90.000° 동경 46.000°  | 북극해           |                                                                 |
| 북위 80° 39′ 동경 46° 0′  / 북위 80.650° 동경 46.000° | 러시아           | 제믈랴프란차이오시파 제도의 알렉산드라섬                        |
| 북위 80° 33′ 동경 46° 0′  / 북위 80.550° 동경 46.000° | 바렌츠해         |                                                                 |
| 북위 68° 21′ 동경 46° 0′  / 북위 68.350° 동경 46.000° | 러시아           | 카닌반도                                                        |
| 북위 67° 47′ 동경 46° 0′  / 북위 67.783° 동경 46.000° | 바렌츠해         | 체샤만                                                          |
| 북위 66° 51′ 동경 46° 0′  / 북위 66.850° 동경 46.000° | 러시아           |                                                                 |
| 북위 42° 2′ 동경 46° 0′  / 북위 42.033° 동경 46.000°  | 조지아           |                                                                 |
| 북위 41° 11′ 동경 46° 0′  / 북위 41.183° 동경 46.000° | 아제르바이잔     |                                                                 |
| 북위 39° 46′ 동경 46° 0′  / 북위 39.767° 동경 46.000° | 아르메니아       |                                                                 |
| 북위 39° 12′ 동경 46° 0′  / 북위 39.200° 동경 46.000° | 아제르바이잔     | 나히체반 공화국                                                 |
| 북위 38° 52′ 동경 46° 0′  / 북위 38.867° 동경 46.000° | 이란             |                                                                 |
| 북위 35° 50′ 동경 46° 0′  / 북위 35.833° 동경 46.000° | 이라크           |                                                                 |
| 북위 35° 34′ 동경 46° 0′  / 북위 35.567° 동경 46.000° | 이란             | 3 km 정도                                                       |
| 북위 35° 33′ 동경 46° 0′  / 북위 35.550° 동경 46.000° | 이라크           | 4 km 정도                                                       |
| 북위 35° 31′ 동경 46° 0′  / 북위 35.517° 동경 46.000° | 이란             | 3 km 정도                                                       |
| 북위 35° 29′ 동경 46° 0′  / 북위 35.483° 동경 46.000° | 이라크           |                                                                 |
| 북위 35° 4′ 동경 46° 0′  / 북위 35.067° 동경 46.000°  | 이란             |                                                                 |
| 북위 33° 29′ 동경 46° 0′  / 북위 33.483° 동경 46.000° | 이라크           |                                                                 |
| 북위 29° 6′ 동경 46° 0′  / 북위 29.100° 동경 46.000°  | 사우디아라비아   |                                                                 |
| 북위 17° 14′ 동경 46° 0′  / 북위 17.233° 동경 46.000° | 예멘             |                                                                 |
| 북위 13° 25′ 동경 46° 0′  / 북위 13.417° 동경 46.000° | 인도양           | 아덴만                                                          |
| 북위 10° 47′ 동경 46° 0′  / 북위 10.783° 동경 46.000° | 소말리아         | 소말릴란드                                                      |
| 북위 8° 20′ 동경 46° 0′  / 북위 8.333° 동경 46.000°   | 에티오피아       |                                                                 |
| 북위 5° 58′ 동경 46° 0′  / 북위 5.967° 동경 46.000°   | 소말리아         |                                                                 |
| 북위 2° 25′ 동경 46° 0′  / 북위 2.417° 동경 46.000°   | 인도양           | 세이셸의 알다브라 환초 서쪽 해역을 지나간다.                    |
| 남위 15° 51′ 동경 46° 0′  / 남위 15.850° 동경 46.000° | 마다가스카르     |                                                                 |
| 남위 25° 18′ 동경 46° 0′  / 남위 25.300° 동경 46.000° | 인도양           |                                                                 |
| 남위 60° 0′ 동경 46° 0′  / 남위 60.000° 동경 46.000°  | 남극해           |                                                                 |
| 남위 67° 39′ 동경 46° 0′  / 남위 67.650° 동경 46.000° | 남극             | 오스트레일리아령 남극 지역, 오스트레일리아가 영유권을 주장한다. |

## 같이 보기
- 동경 45도
- 동경 47도